# Narodowe Akwarium Malty

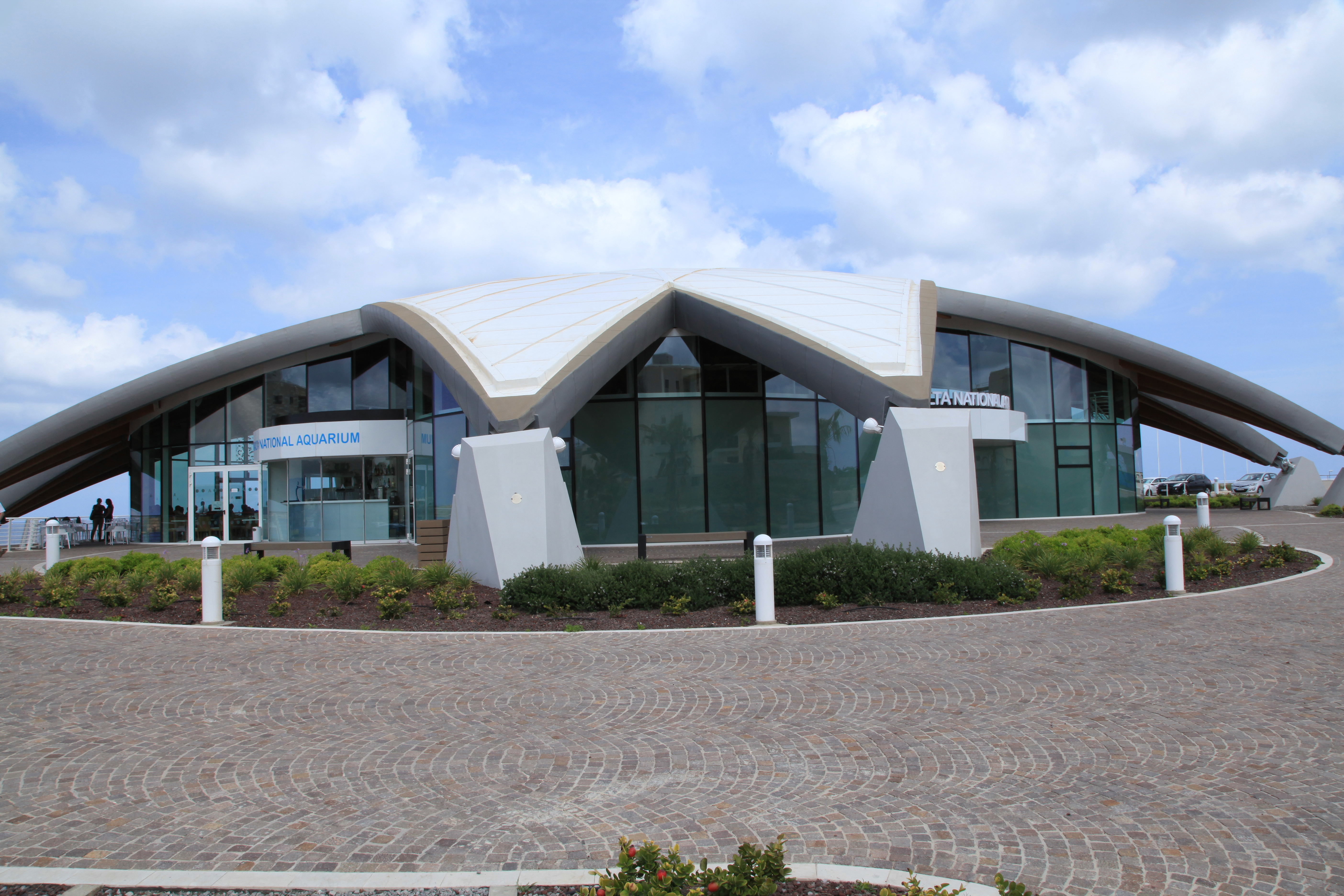
Siedziba Malta National Aquarium

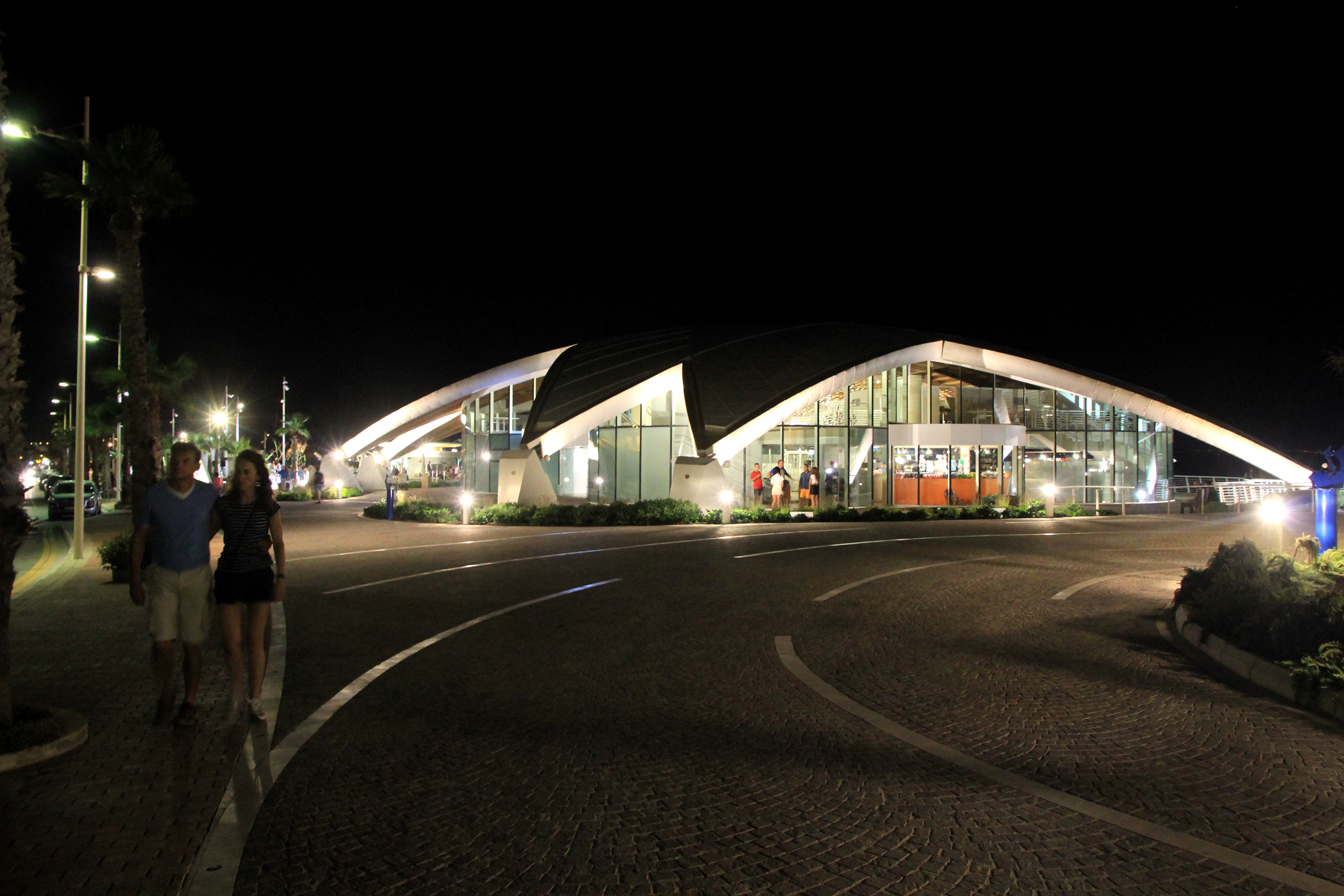
Akwarium nocą

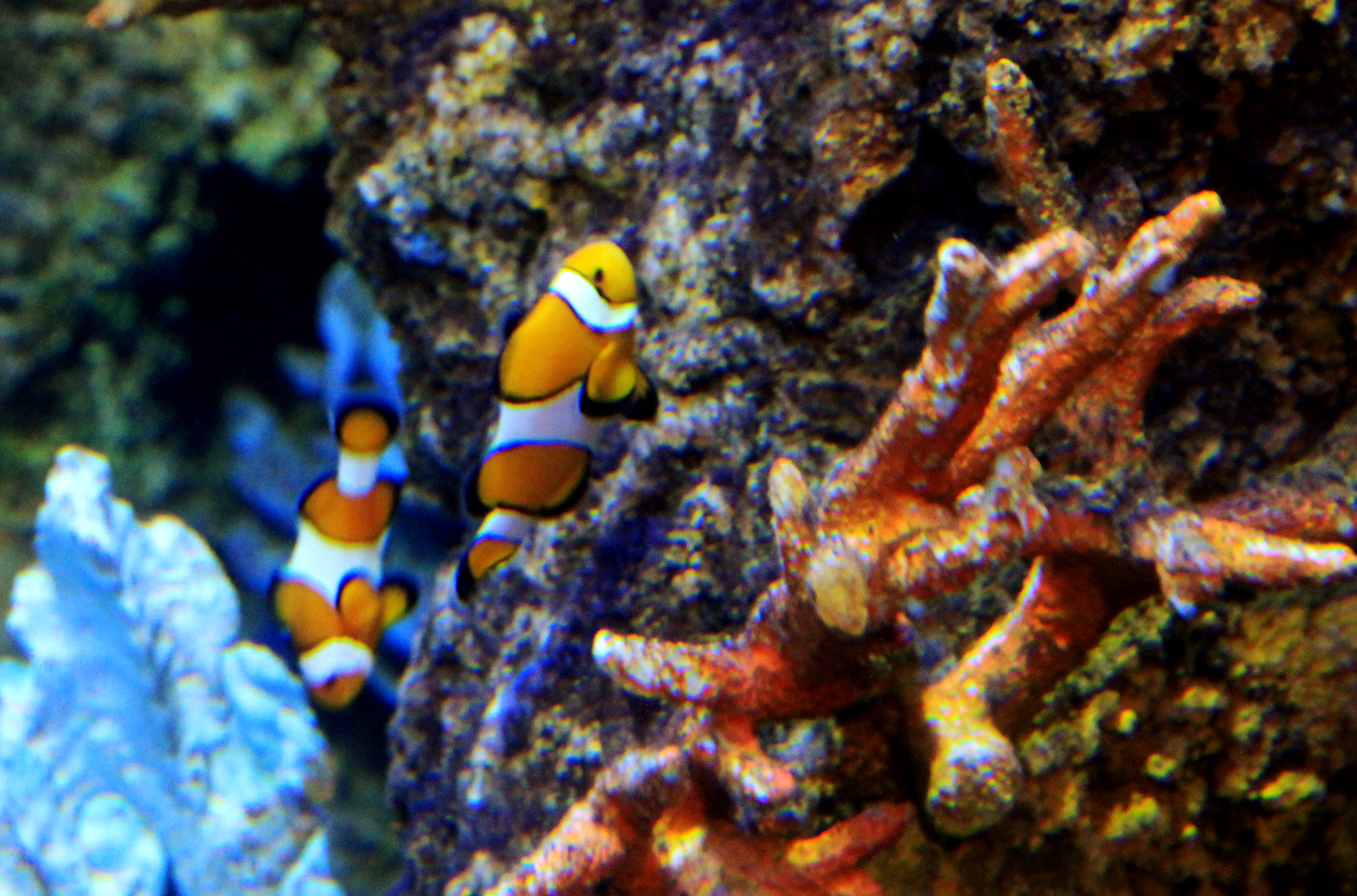
Przykładowe okazy

Narodowe Akwarium Malty (Malta National Aquarium) – akwarium publiczne zlokalizowane w miejscowości Qawra na Malcie o powierzchni łącznej 20 000 m². Składa się z akwarium (łącznie 52 zbiorników), parkingu wielopoziomowego, obiektów dla lokalnych szkół nurkowania oraz obiektów gastronomicznych.

## Atrakcje
Atrakcje w Narodowym Akwarium Malty zostały zgrupowane w sześciu sekcjach tematycznych:
- Zachodnia linia brzegowa Malty i łódź podwodna (strefa 1) – składająca się głównie z ryb śródziemnomorskich (np. dorada, okoń morski). W tej strefie znajduje się również replika zatopionego łodzi podwodnej
- Przystań Valletty (Wielki Port) (strefa 2) – znajdują się w niej głównie lokalne ryby (np. perka rdzawa). W podwodnym świecie można również podziwiać piękny mural
- Wody tropikalne (strefa 3) – w tej strefie można podziwiać ryby z Oceanu Indyjskiego oraz Pacyfiku (np. Platax)
- Starożytny Rzym (strefa 4) – w strefie tej oprócz gatunków ryb związanych z historią Cesarstwa Rzymskiego można zobaczyć również zatopione repliki obiektów (kotwica statku Świętego Pawła odkryta w 2005 r.; pomnik Jezusa, którego pierwowzór został zatopiony w morzu w 1990 r. na pamiątkę wizyty papieża Jana Pawła II)[3][4]
- Gozo i Comino (strefa 5) – na tle replik atrakcji związanych z wyspami Gozo i Comino znajdują się trzy zbiorniki wodne z rybami słodkowodnymi z całego świata[5]
- Gady i płazy – kolekcja owadów, płazów i gadów z całego świata[6]